# Сомеро
Со́меро (фін. Somero)  — місто в провінції Південно-західна Фінляндія. 
Населення  — 9170 осіб (2014), площа  — 697,68 км², водяне дзеркало 29,9 км², щільність населення  — 13,73 осіб/км². 

## Історія
Місцевість Сомеро була відома як торгове місце з XIV століття. Населений пункт офіційно заснований 1867. Статус міста з 1 січня 1993.  
Під час Зимової війни та Війни-Продовження (1939-1944) у боях проти сталіністів загинули 388 мешканців міста. 

## Уродженці
- Гадолін Аксель Вільгельмович (1828—1892) —  вчений у царині артилерійського озброєння;
- Каріта Маттіла, оперне сопрано;
- Унто Мононен, музикант;
- Пентті Нікула, чемпіон святу зі стрибків із шестом
- Раулі Сомерйокі, рок-музикант, член популярного фінського гурту Agents